# Kabuli-Bagh-Moschee

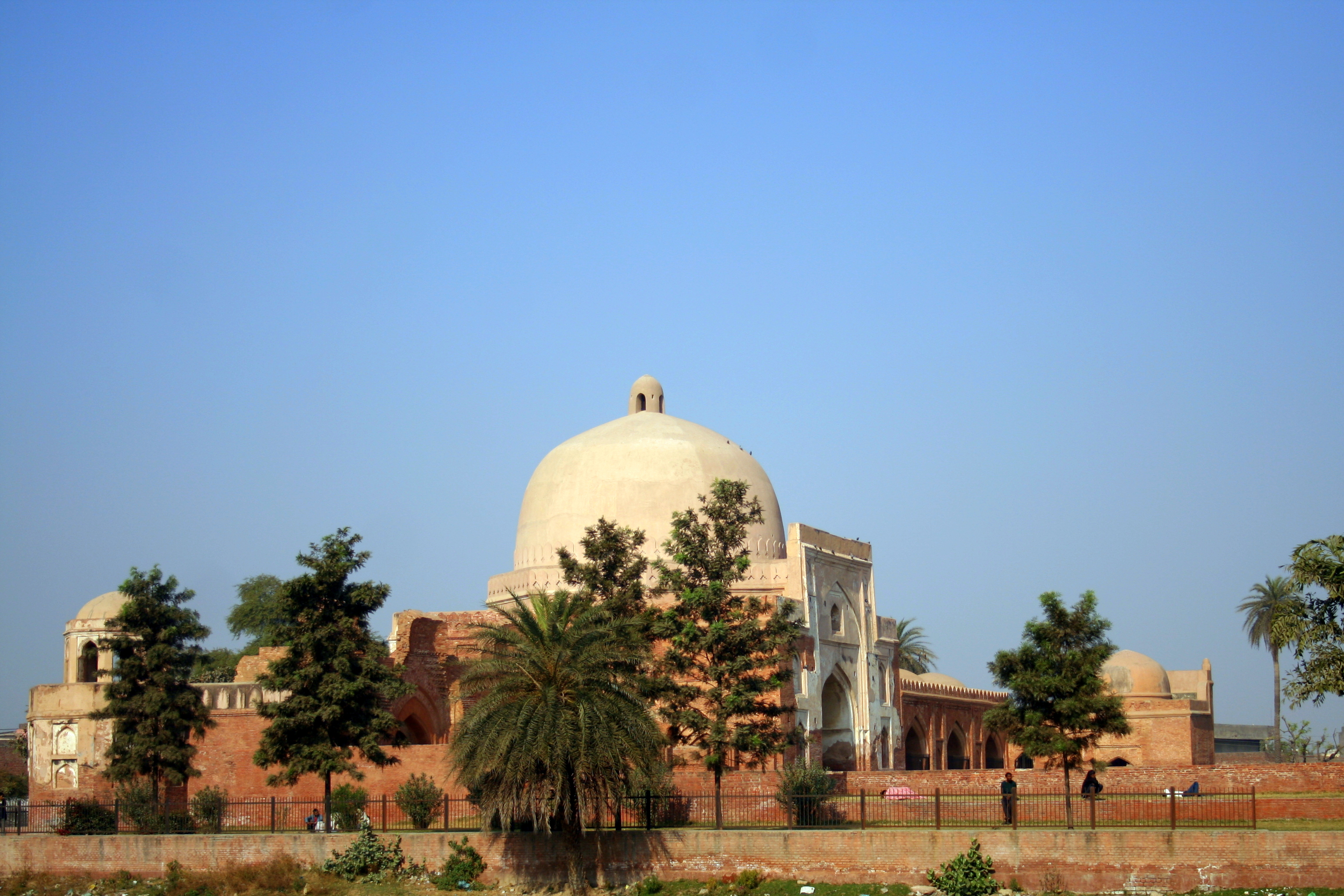
Kabuli-Bagh-Moschee

Die Kabuli-Bagh-Moschee (manchmal auch Babri-Masjid = „Moschee Baburs“ genannt) ist das älteste Zeugnis der Mogul-Architektur in Indien.

## Lage
Die Kabuli-Bagh-Moschee liegt auf dem Nordufer eines meist ausgetrockneten Flusses etwa 2 km östlich des Stadtzentrums von Panipat in einer Höhe von ca. 220 m.

## Geschichte
In der Ersten Schlacht von Panipat (20. April 1526) besiegte die zahlenmäßig unterlegene Armee des in Kabul ansässigen muslimischen Timuriden-Fürsten Babur († 1530) ein Heer Ibrahim Lodis, des letzten Sultans von Delhi. Aus Dank für seinen Sieg stiftete Babur die Kabuli-Bagh-Moschee in der Nähe der Stadt seines militärischen Erfolges. Obwohl er selbst sich schon bald den ca. 100 bzw. 300 km südlich gelegenen Städten Delhi und Agra zuwandte und wenige Jahre später verstarb, wurde die Moschee noch von Baburs Sohn Humayun (reg. 1530–40 und 1555–56) noch um eine Umfassungsmauer und eine aufgeschüttete Plattform erweitert. Danach jedoch gerieten die weitgehend hinduistisch gebliebene Stadt Panipat und Baburs Moschee in Vergessenheit; die Moschee verfiel.

## Architektur
Wie alle Moscheen der islamischen Welt ist auch die Kabuli-Bagh-Moschee in Richtung Mekka (für Indien bedeutet dies nach Westen) orientiert. Obwohl der ausführende Architekt unbekannt ist, werden für den aus Ziegelsteinen errichteten und anschließend verputzten Moscheebau Vorbilder aus Samarkand (heute Usbekistan) genannt. Lediglich für die Fassade des später erbauten Haupttors wurden Steine und Platten aus rotem Sandstein verwandt, der für die spätere Mogul-Architektur so signifikant geworden ist.
Vor der Moschee befindet sich ein (heute wasserloses) Brunnenbecken für die vorgeschriebene Waschung (wudū'). Die Moschee selbst besteht aus einem zentralen Hauptbau mit oktogonalem Tambour, der die Kuppel trägt; in ihm befindet sich die Mihrab-Nische. Die seitlichen Annexräume waren mit tambourlosen Flachkuppeln bedeckt; nur diejenigen des Nordflügels sind erhalten. Alle Wände und auch die Kuppeln waren außen wie innen verputzt und weiß getüncht.
Das Baudekor ist sehr zurückhaltend gestaltet. Es überwiegen Wandnischen, von denen einige mit Vielpassbögen ausgestattet sind. Die seitlichen Flachkuppeln ruhen auf gezackten Pendentifs. Im Eingangstor finden sich mehrere kleine Rosetten und ein in Hindu-Manier gestalteter Portalbogen.